# Hrabstwo Susquehanna
Susquehanna – hrabstwo w stanie Pensylwania w Stanach Zjednoczonych. Populacja liczy 43 356 mieszkańców (stan według spisu z 2010 roku).
Powierzchnia hrabstwa to 2155 km² (w tym 26 km² stanowią wody). Gęstość zaludnienia wynosi 20,3 osoby/km².

## Miejscowości

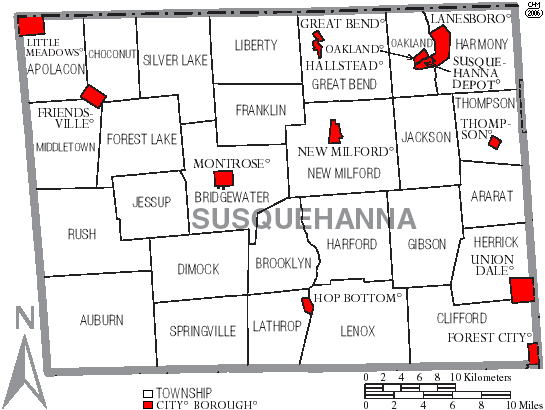
Rozmieszczenie miast i Broughs na mapie hrabstwa

### Boroughs
| - Forest City - Friendsville - Great Bend - Hallstead - Hop Bottom - Lanesboro - Little Meadows | - Montrose - New Milford - Oakland - Susquehanna Depot - Thompson - Union Dale |